# Début de soirée
Début de soirée war eine französische Dance-Pop-Gruppe aus Provence-Alpes-Côte d’Azur, die von 1988 bis 2011 existierte. Die Gruppe wurde bekannt durch ihren Hit Nuit de Folie, der 1988 ein Nummer-eins-Hit in Frankreich wurde.

## Geschichte
Sascha Goëller und William Picard machten schon vor der Gründung der Gruppe Musik. 1987 veröffentlichten sie ein Album unter dem Namen „Yankee“. 1984 veröffentlichten sie das erste Mal Nuit de Folie, welches jedoch noch keine Aufmerksamkeit erregte. Die Gruppe Début de soirée wurde 1988 gründet und nach einer erneuten Veröffentlichung des Stückes Nuit de Folie kletterte das Lied auf die Nummer eins der französischen Charts.
2011 trennten sich die Musiker aus Meinungsverschiedenheiten.

## Diskografie

### Alben
- 1989: Jardins d'enfants
- 1991: Passagers de la nuit
- 1991: Tous les paradis
- 1996: Faut pas exagérer

### Kompilationen
- 1996: Best of
- 1996: The Very Best of
- 1999: Collection légende
- 2008: Nuit de folie
- 2009: Best of de folie
- 2011: Référence 80